# Trio smyczkowe

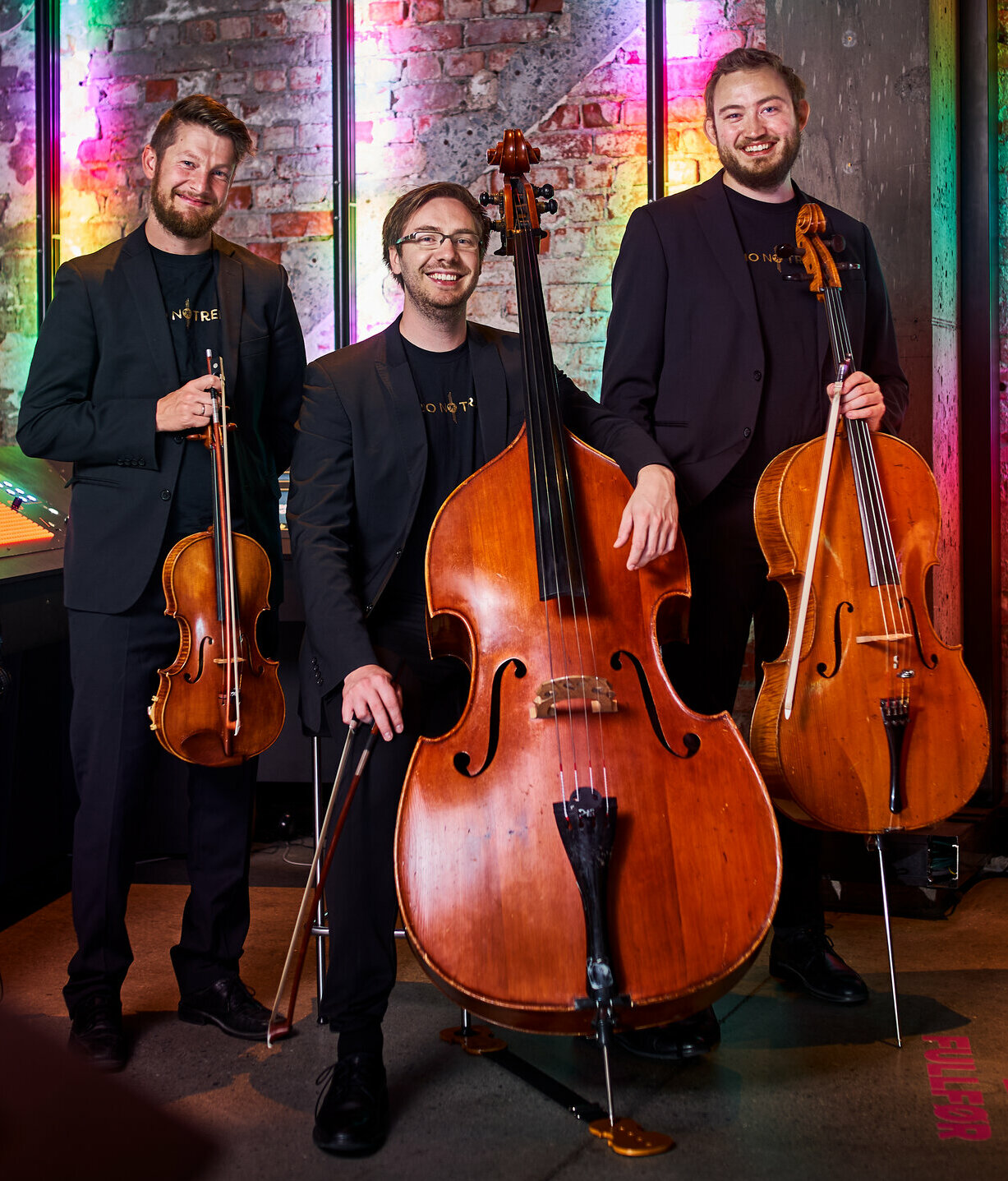
Trio smyczkowe

Trio smyczkowe – utwór na trzy instrumenty smyczkowe lub zespół kameralny, w którego skład wchodzą zazwyczaj skrzypce, altówka i wiolonczela. 

## Trio jako utwór
Popularnością cieszył się w XVIII w., stracił ją w XIX, częściowo odzyskał w XX. Najpopularniejsza jest obsada na skrzypce, altówkę i wiolonczelę. Utwory takie komponowali m.in.:
- Luigi Boccherini (tria)
- Wolfgang Amadeus Mozart - Divertimento Es-dur KV 563
- Ludwig van Beethoven - trzy tria op. 9
- Franz Schubert - dwa Tria B-dur.

W XX wieku.:
- Max Reger i Paul Hindemith - po dwa tria
- Arnold Schönberg (utwór "zainspirowany" chorobą serca, która spowodowała śmierć kliniczną kompozytora - jak wspominał Tomasz Mann)
- Giacinto Scelsi
- Iannis Xenakis
- Alfred Sznitke
- Sofija Gubajdulina
- Krzysztof Penderecki
- Krzysztof Meyer.

Na dwoje skrzypiec i wiolonczelę powstał znacznie skromniejszy repertuar. Na obsadę tę dwa tria skomponował Antonín Dvořák, a Zoltán Kodály i Bohuslav Martinů - po serenadzie.